# Camp de concentration de Mauthausen
Cet article concerne le camp de concentration nazi. Pour la ville de Mauthausen, voir Mauthausen (ville).
Le camp de concentration de Mauthausen (ou Mauthausen-Gusen après l'été 1940) était un camp de concentration (KZ ou KL) instauré par le régime nazi du Troisième Reich autour des villages de Mauthausen et de Sankt Georgen an der Gusen en Haute-Autriche à environ 22 km de Linz.
L'emplacement du camp de concentration de Mauthausen a été sélectionné avec celui du deuxième camp de concentration de Gusen, en mars 1938.
On construisit d'abord le premier camp de prisonniers à Mauthausen, mais il se développa avec le deuxième camp de Gusen I pour devenir l'un des plus grands camps de travail en Europe occupée,. En plus des quatre camps situés à Mauthausen et dans les environs de Gusen, plus de 50 camps annexes, situés en Autriche et dans le Sud de l'Allemagne dépendaient du complexe de Mauthausen-Gusen et utilisaient les prisonniers comme main-d'œuvre. Parmi les camps annexes du KZ Mauthausen-Gusen se trouvaient des carrières, des fabriques de munitions, des mines, des usines d'armement et d'assemblage d'avions.
En janvier 1945, l'ensemble des camps dirigés depuis le bureau central de Mauthausen rassemblait plus de 85 000 prisonniers. Le nombre total des victimes est inconnu mais la plupart des sources parlent de 122 766 à 320 000 morts pour le complexe dans son entier. Les camps formaient l'un des premiers grands complexes concentrationnaires nazis et furent parmi les derniers à être libérés par les Alliés. Les deux camps principaux, Mauthausen et Gusen I, étaient les seuls camps du système concentrationnaire nazi en Europe classés « camps de niveau III », ce qui signifiait qu'ils étaient destinés à être les camps les plus durs à l'intention des « ennemis politiques incorrigibles du Reich » dont les prisonniers n'étaient pas censés revenir. Mauthausen-Gusen était plus particulièrement destiné à l'élimination par le travail de l'intelligentsia des pays occupés par l'Allemagne lors de la Seconde Guerre mondiale.

## Histoire

### KL Mauthausen

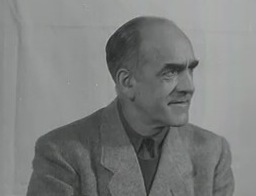
Oswald Ludwig Pohl en 1947

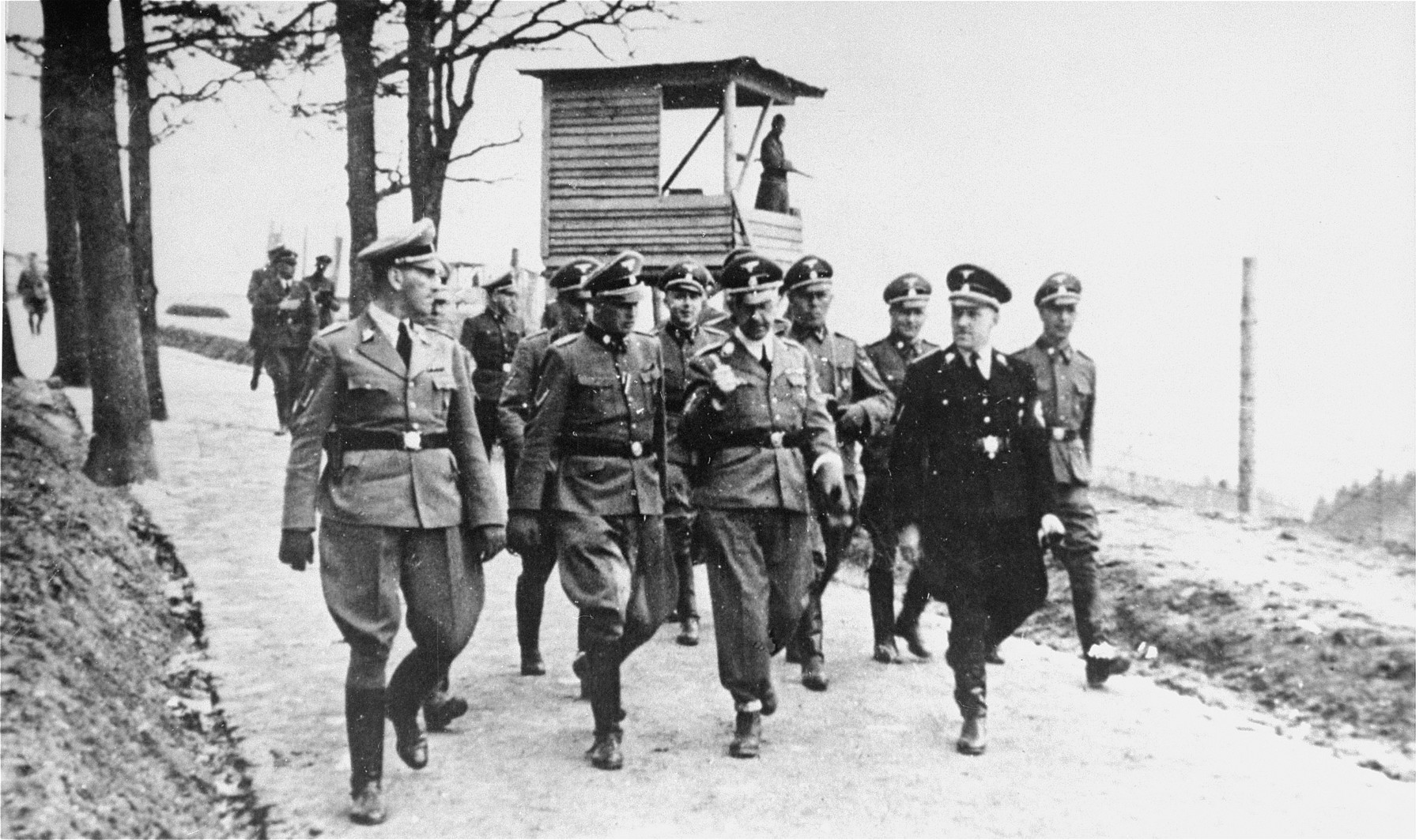
Heinrich Himmler visitant Mauthausen en 1941. Himmler est en train de parler avec Franz Ziereis, le commandant du camp.

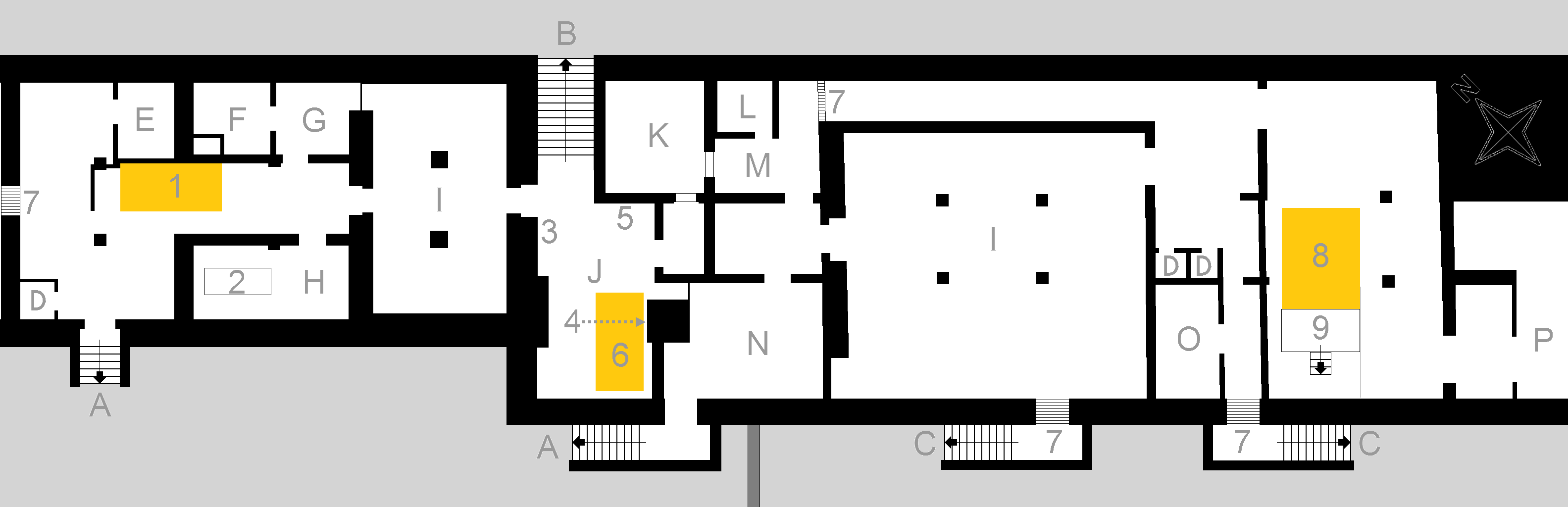
Plan de la "cave d'exécution" à Mauthausen

Le 7 août 1938, des prisonniers du camp de concentration de Dachau furent envoyés dans la ville de Mauthausen près de Linz en Autriche pour commencer la construction d'un nouveau camp. Le site fut choisi du fait de la proximité d'une carrière de granite. Bien que le camp soit, dès le départ, contrôlé par l'État allemand, il fut fondé comme une entreprise économique par une société privée. Le propriétaire de la carrière Wienergraben située à Mauthausen était une société DEST (sigle de Deutsche Erd- und Steinwerke GmbH). La société, une émanation de Office central SS pour l'économie et l'administration dirigé par Oswald Pohl, loua les terrains destinés à la construction du camp et acheta des terres près de Gusen dès le 25 mai 1938.
Un an plus tard, la société ordonna la construction du premier camp à Gusen. Le granite extrait de la carrière avait été utilisé pour paver les rues de Vienne mais les autorités nazies envisageaient la reconstruction des principales villes d'Allemagne en accord avec les idées d'Albert Speer et des autres architectes nazis, et de grandes quantités de granit étaient donc nécessaires. Les fonds pour la construction du camp de Mauthausen rassemblaient de nombreuses sources dont des prêts de la Dresdner Bank, de l'Escompte Bank basée à Prague, du prétendu « fonds Reinhardt » issu des biens pris aux prisonniers des camps de concentration et de la Croix-Rouge allemande,.
Initialement, Mauthausen était uniquement un camp d'internement pour les criminels de droit commun, les prostituées et les autres catégories de « criminels incorrigibles ». Le 8 mai 1939, il fut converti en camp de travail, principalement pour les prisonniers politiques.

### KL Gusen I, II & III

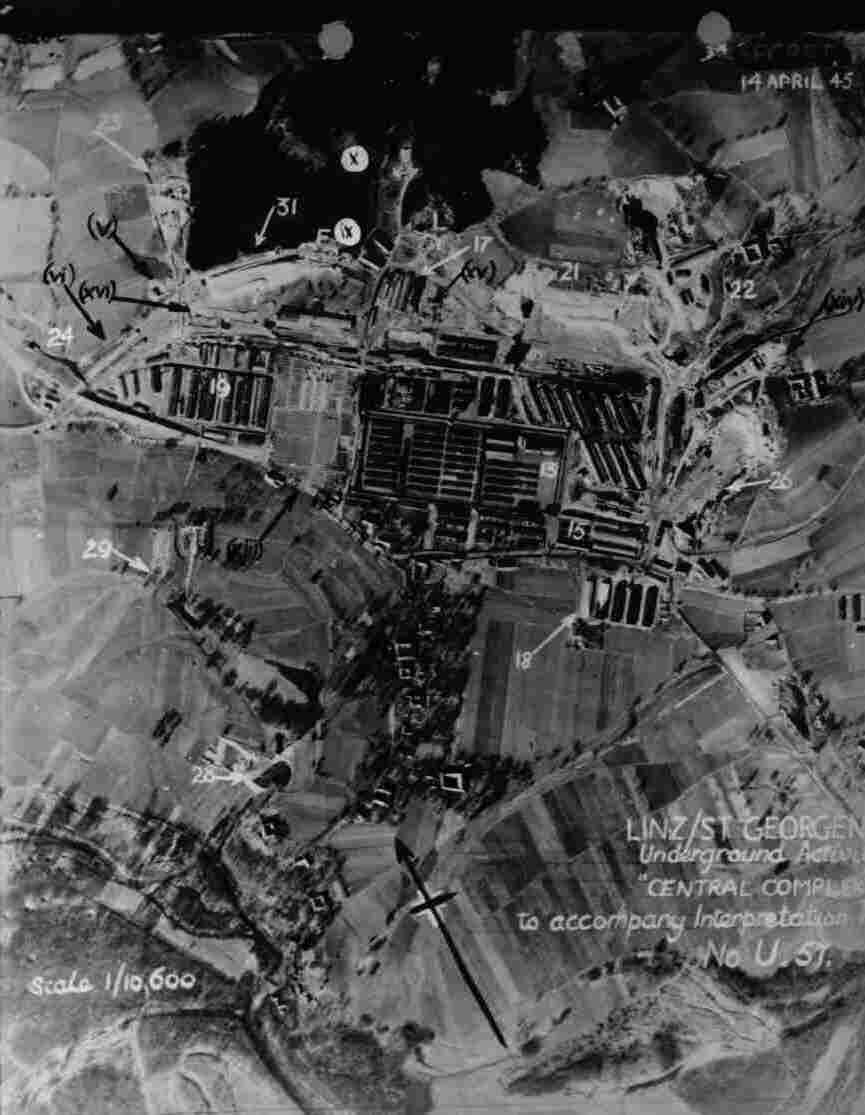
Vue aérienne des camps I et II de Gusen, avril 1945

La Deutsche Erd- und Steinwerke GmbH (DEST) commença à acheter des terres à Gusen en mai 1938 pour établir un double camp de concentration à Mauthausen et à Gusen; toutefois, les travaux de construction ne commencèrent qu'à l'automne 1939. En 1938 et 1939, les prisonniers du camp improvisé de Mauthausen devaient se rendre chaque jour à la carrière de Gusen qui était plus productive que la carrière de Wienergraben. À la fin de l'année 1939, le camp de Mauthausen, non fini, était déjà surpeuplé du fait du début de la guerre contre la Pologne en septembre 1939. Le nombre de détenus était passé de 1 080 fin 1938 à plus de 3 000 un an plus tard. C'est à cette époque que la construction d'un nouveau camp « pour les Polonais » commença à environ 4,5 km de Gusen. Le nouveau camp (par la suite nommé Gusen I) devint opérationnel en mai 1940, mais les carrières de Kastenhof et de Gusen à proximité du nouveau camp étaient déjà exploitées par les détenus de Mauthausen depuis 1938/1939. Les premiers prisonniers furent placés dans les premiers baraquements (No. 7 et 8) le 17 avril 1940 tandis que les premiers transports de prisonniers, principalement des camps de Dachau et de Sachsenhausen arrivèrent le 25 mai. Le nouveau camp de Gusen évita aux prisonniers de Mauthausen de réaliser les marches quotidiennes entre le camp et les carrières.
Comme à Mauthausen, le camp de Gusen utilisa ses prisonniers en tant que main-d'œuvre esclave dans les carrières de granit mais ces derniers furent également prêtés à diverses entreprises locales. En octobre 1941, plusieurs baraquements furent séparés du camp de Gusen par des barbelés et transformés en un camp de travail pour les prisonniers de guerre (allemand : Kriegsgefangenenarbeitslager). Le camp accueillit de nombreux prisonniers de guerre principalement des officiers soviétiques.

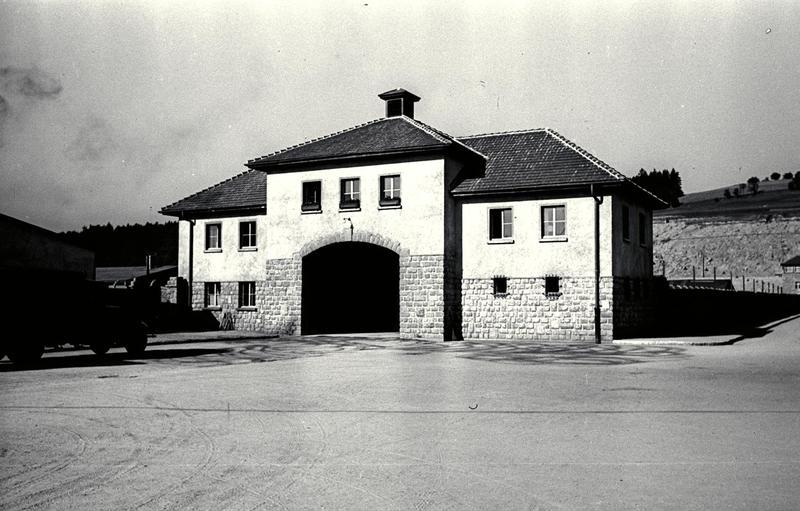
Le « Jourhaus » – L'entrée principale du camp Gusen I, env.1941

En 1942, la capacité de production des camps de Mauthausen et de Gusen atteignit son maximum. Gusen fut agrandi pour inclure le dépôt central de la Schutzstaffel où de nombreux biens pillés dans les territoires occupés étaient triés avant d'être répartis dans toute l'Allemagne. Les carrières et les entreprises locales avaient de plus en plus besoin de main-d'œuvre, car un nombre croissant d'Allemands était mobilisé dans la Wehrmacht.
En mars 1944, le dépôt SS fut converti en un nouveau sous-camp, Gusen II. Jusqu'à la fin de la guerre, le dépôt servit de camp de concentration improvisé. Le camp abrita entre 12 000 et 17 000 prisonniers qui étaient privés des commodités les plus élémentaires. Les détenus de Gusen II ont travaillé à St. Georgen/Gusen à la construction et l'exploitation de l'usine souterraine d'aviation B8 Bergkristall (de).
En décembre 1944, une annexe du camp de Gusen fut ouverte près de Lungitz et nommée Gusen III. Les détenus de Gusen III ont été principalement utilisés dans une boulangerie pour les détenus et pour le stockage de pièces d'aéronefs nécessaires aux usines d'avions Messerschmitt à Gusen et à St. Georgen (usine souterraine B8 Bergkristall). Le nombre croissant de sous-camps ne permit cependant pas d'accueillir l’afflux de prisonniers, ce qui entraîna une surpopulation des baraquements de tous les sous-camps de Mauthausen-Gusen. De la fin 1940 à 1944, le nombre de prisonniers par lit passa de deux à quatre.

### Sous-camps de Mauthausen-Gusen

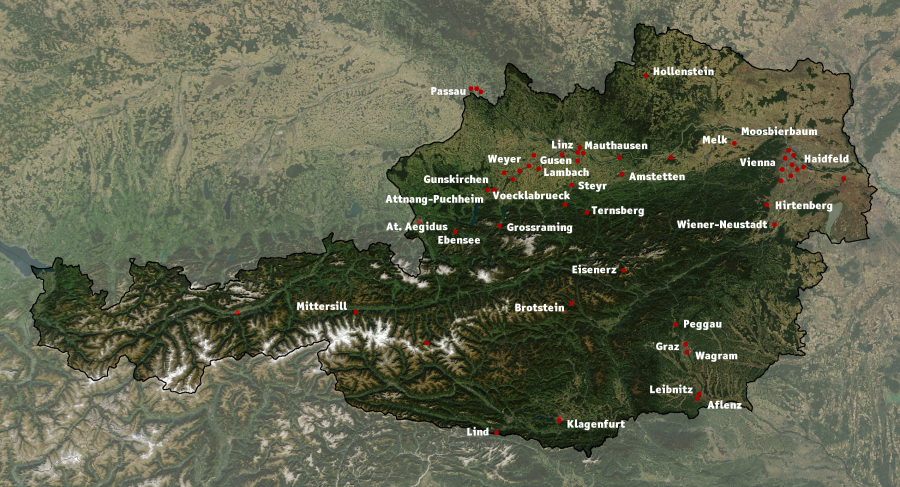
Carte des principaux sous-camps de Mauthausen-Gusen

Comme la production de tous les sous-camps du complexe de Mauthausen-Gusen était en augmentation croissante, le nombre de détenus et de sous-camps augmenta de même. Bien qu'initialement les camps de Gusen et de Mauthausen servissent principalement de source de main-d'œuvre pour les carrières locales, ils furent progressivement intégrés au sein de la machine de guerre allemande à partir de 1942. Pour accueillir le nombre croissant de prisonniers, des sous-camps (allemand : Außenlager) de Mauthausen furent construits dans toute l'Autriche. À la fin de la guerre, la liste incluait 101 camps, dont 49 importants. Les sous-camps étaient divisés en différentes catégories selon leur principale fonction : Produktionslager pour les usines, Baulager pour la construction, Aufräumlager pour le nettoyage des villes bombardées par les Alliés et Kleinlager (petits camps) où les prisonniers travaillaient spécifiquement pour la SS.

### Mauthausen-Gusen en tant qu'entreprise commerciale
La production de Mauthausen-Gusen était supérieure à celle de tous les autres grands camps de travail dont Auschwitz, Flossenbürg, Gross-Rosen ou Natzwiller-Struthof, que ce soit en quantité ou en profits dégagés. La liste des sociétés employant des détenus de Mauthausen-Gusen était longue et incluait à la fois des entreprises de taille nationale et des petites sociétés locales. Certaines parties des carrières furent transformées en ligne d'assemblage pour la société Mauser. En 1943, une usine souterraine fut construite à Gusen au profit de la compagnie Steyr. Dans l'ensemble, 45 grandes entreprises participèrent à l'exploitation et firent du KZ Mauthausen-Gusen l'un des camps nazis les plus rentables ; il dégagea un bénéfice de 11 000 000 Reichsmarks, pour la seule année 1944 soit environ 140 millions d'euros de 2011. Parmi elles :
- Cartel DEST
- Accumulatoren-Fabrik AFA (en) (principal producteur de batteries pour les sous-marins allemands)
- IG Farben (principal producteur allemand de médicaments et de produits chimiques... dont le Zyklon B)
- Deutsche Bergwerks und Hüttenbau (exploitant de carrières)
- Eisenwerke Oberdonau (important sidérurgiste[16])
- Flugmotorenwerke Ostmark (fabricant de moteurs d'avions)
- Otto Eberhard Patronenfabrik (fabricant de munitions)
- Heinkel et Messerschmitt (constructeurs aéronautiques)
- Österreichische Sauerwerks (fabricant d'armes légères)
- PUCH (véhicules)
- Rax Werke (machineries et fusées V2)
- Steyr Mannlicher (fabricant d'armes légères)

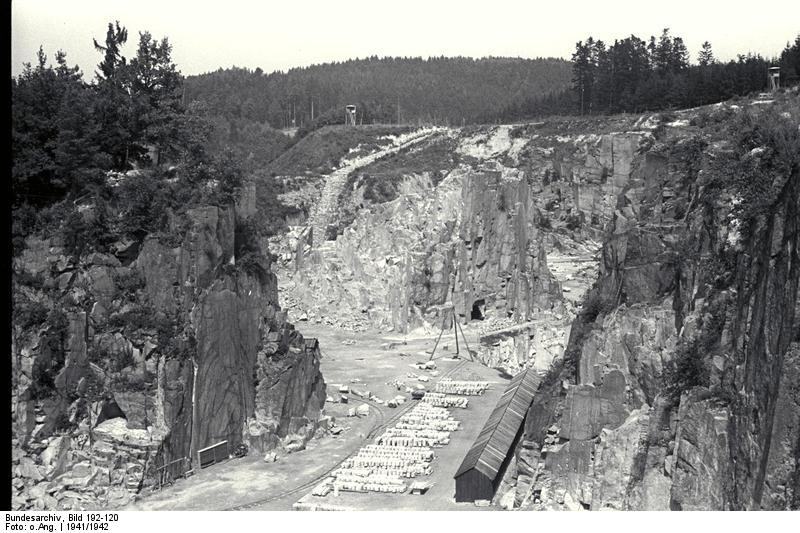
L'une des carrières de Mauthausen-Gusen

Les prisonniers étaient également "loués" en tant que main-d'œuvre forcée et étaient exploités dans les exploitations agricoles locales, pour la construction de routes, pour renforcer et réparer les berges du Danube et pour la construction de logements à Gusen. Lorsque la campagne de bombardement alliée commença à cibler l'industrie de guerre allemande, les stratèges allemands décidèrent de déplacer les chaînes d'assemblages dans des complexes souterrains pour les protéger. À Gusen I, les prisonniers durent creuser plusieurs larges tunnels dans les collines entourant le camp (nom de code Kellerbau). À la fin de la guerre, les prisonniers avaient creusé 29 400 m2 pour abriter une petite usine d'armement. En janvier 1944, des tunnels similaires furent construits par les détenus de Gusen II (nom de code Bergkristall), d'une superficie de 50 000 m2, ils accueillirent une ligne de production pour les avions Me 262 et pour les missiles V2. En plus de l'usine aéronautique, 7 000 m2 furent utilisés pour fabriquer divers matériels militaires,. À la fin de l'année 1944, environ 11 000 prisonniers de Gusen I et II travaillaient dans ces usines souterraines et 6 500 autres travaillaient à l'extension de ces complexes. En 1945, l'usine pour les Me 262 fut terminée avec une capacité de production de 1 250 appareils par mois, même si ce chiffre ne fut jamais atteint.

### Extermination par le travail

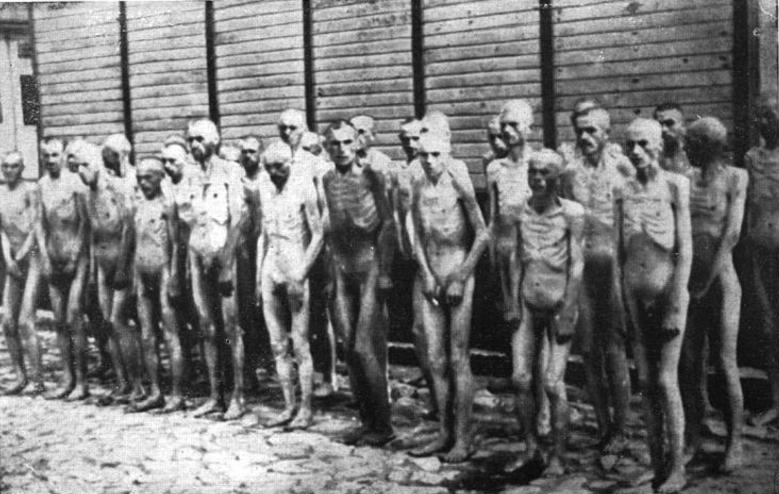
Prisonniers de guerre soviétiques cadavériques, 1941-44

La principale fonction du camp continua en parallèle de son rôle économique. Jusqu'en 1942, il fut utilisé pour l'emprisonnement et l'exécution des opposants politiques réels ou imaginaires,. Le camp servait les besoins de la machine de guerre allemande et pratiquait également l'extermination par le travail. Si les détenus étaient trop malades ou faibles pour travailler, ils étaient transférés dans le revier (Krankenrevier, dispensaire) ou dans les autres lieux d'extermination. De 1938 à 1941, le camp ne possédait pas de chambre à gaz mais, à partir du printemps 1940, les prisonniers malades étaient transférés au château de Hartheim qui se trouvait à 40 km du camp. Ils y étaient exécutés par injection létale et incinérés dans le crématoire du camp. On construisit, en octobre 1941, dans une cave, une chambre à gaz dotée d'un système d'aération. Le Zyklon B était livré par la firme Slupetzky à Linz. La dernière opération de gazage eut lieu le 28 avril 1945, et on estime à environ 4 000 le nombre de victimes ainsi exécutées. On utilisa à partir de 1942 un Gaswagen, un camion à gaz dont le pot d'échappement était branché à l'intérieur du véhicule pour asphyxier les occupants, qui faisait la navette entre Mauthausen et Gusen,.

## Prisonniers

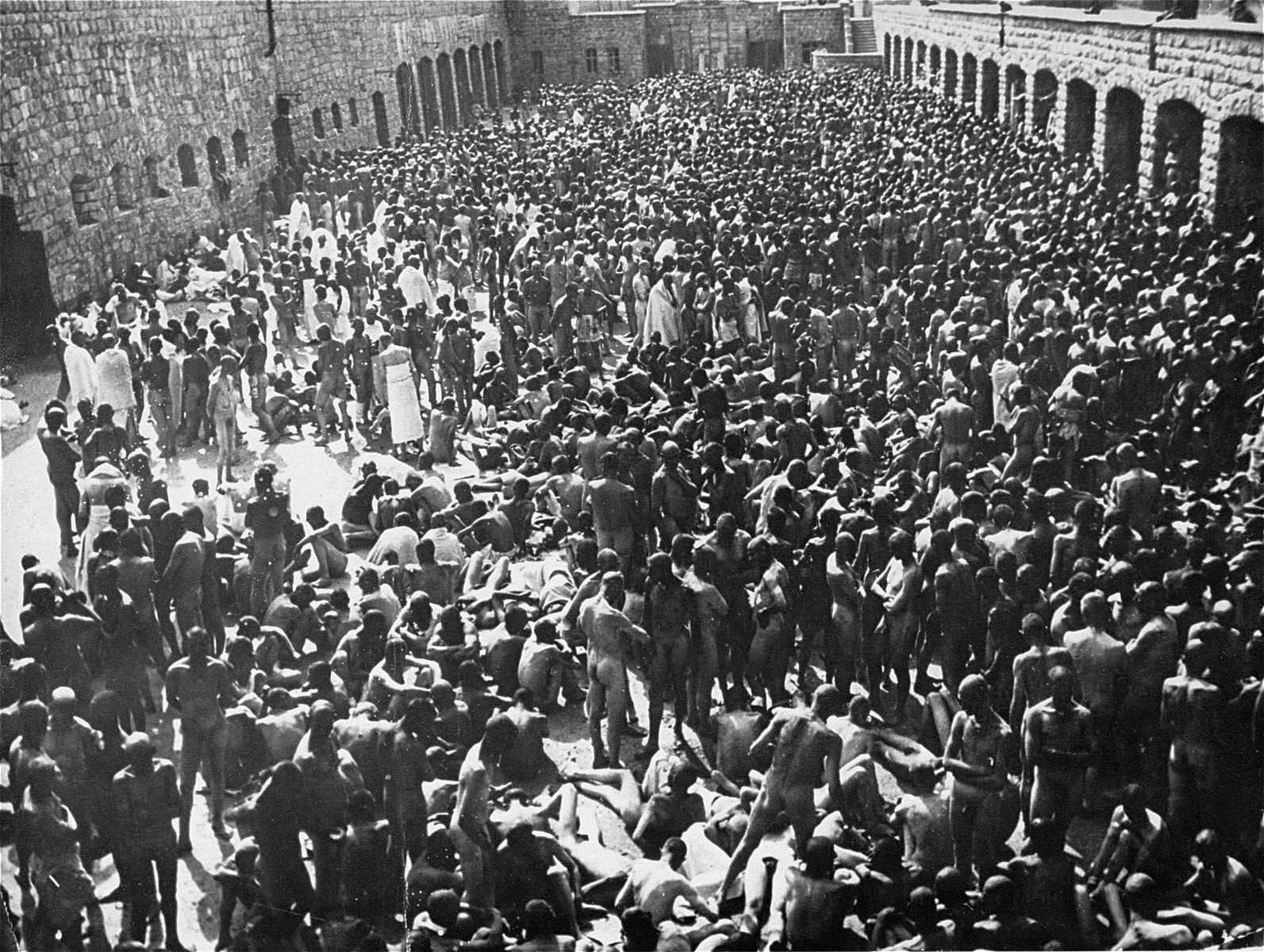
6 000 prisonniers nus attendant la « désinfection » dans la cour de Mauthausen à la suite d'une épidémie de typhus, ce qui permit aux prisonniers de créer les premiers foyers de résistance : la désinfection durant des heures et aucun SS ne se trouvant parmi eux.

### Catégories
Jusqu'au début de 1940, la majorité des prisonniers étaient des socialistes, des communistes, des anarchistes, des homosexuels et des Roms d'origine allemande, autrichienne et tchécoslovaque. Les Témoins de Jéhovah furent également internés, car ils refusaient la conscription.
| Nombre de prisonniers dans les sous-camps au début de l'année 1945, | Nombre de prisonniers dans les sous-camps au début de l'année 1945, |
| ------------------------------------------------------------------- | ------------------------------------------------------------------- |
| Gusen (I, II et III combinés)                                       | 26 311                                                              |
| Ebensee                                                             | 18 437                                                              |
| Gunskirchen                                                         | 15 000                                                              |
| Melk                                                                | 10 314                                                              |
| Linz                                                                | 6 690                                                               |
| Amstetten                                                           | 2 966                                                               |
| Wiener-Neudorf                                                      | 2 954                                                               |
| Schwechat                                                           | 2 568                                                               |
| Steyr-Münichholz                                                    | 1 971                                                               |
| Schlier-Redl-Zipf                                                   | 1 488                                                               |

Au début de 1940, un grand nombre de Polonais furent transférés dans le complexe de Mauthausen-Gusen. Les premiers groupes étaient composés d'artistes, de scientifiques, d'enseignants et de professeurs d'université, arrêtés lors de l'Intelligenzaktion qui désignait l'élimination de l'élite polonaise. Gusen II fut nommé Vernichtungslager für die polnische Intelligenz (« Camp de destruction de l’intelligentsia polonaise ») par les Allemands.
Plus tard dans la guerre, les nouveaux prisonniers étaient issus de toutes les catégories d'«indésirables», mais les personnes éduquées et les prisonniers politiques formaient la majorité des détenus. Durant la guerre, de nombreux groupes de républicains espagnols furent également transférés à Mauthausen et ses sous-camps. La majorité d'entre eux avaient fui en France après la victoire de Franco et furent capturés par les forces allemandes après la bataille de France en 1940 ou livrés par les autorités du Régime de Vichy. Le plus important groupe espagnol arriva à Gusen en janvier 1941. Les Espagnols portent un triangle bleu marqué de la lettre « S » pour Spanier. Au début de l'année 1941, presque tous les Polonais et les Espagnols furent transférés de Mauthausen à Gusen. À la suite du déclenchement de l'opération Barbarossa en 1941, les camps accueillirent un grand nombre de prisonniers de guerre soviétiques qui furent gardés dans des baraquements séparés du reste du camp. Ces prisonniers furent les premiers à être gazés dans la nouvelle chambre à gaz au début de l'année 1942. En 1944, des Juifs hongrois et hollandais furent transférés au camp. Enfin, 243 homosexuels déportés à Mauthausen au titre du paragraphe 175 ont pu être identifiés, dont moins de la moitié survécurent.

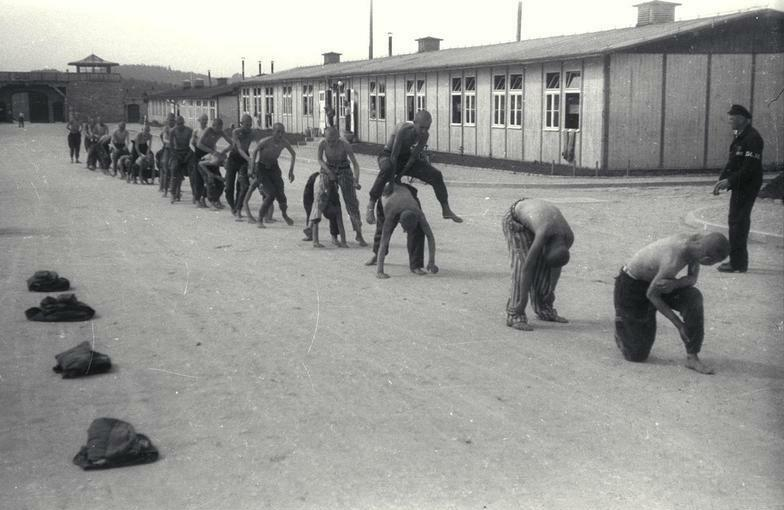
Prisonniers faisant de l'exercice à « saute-mouton »

Tout au long de la guerre, le camp de Mauthausen-Gusen accueillit de petits groupes de prisonniers, principalement issus des autres camps de concentration allemands comme Dachau ou Auschwitz. Dans l'ensemble, durant les derniers mois de la guerre, 23 364 détenus des autres camps de concentration arrivèrent au complexe de Mauthausen-Gusen.
Beaucoup d'autres périrent durant les marches de la mort du fait de températures glaciales et de l'épuisement. La plupart de ceux qui survivaient à la marche moururent avant d'être enregistrés tandis que les autres recevaient des numéros qui avaient déjà été attribués à des prisonniers qui étaient morts. Ils furent accueillis dans les camps existants ou dans le nouveau camp de tentes (allemand : Zeltlager) juste à l'extérieur de Mauthausen où 2 000 personnes devaient utiliser des tentes prévues pour 800 prisonniers et moururent de faim.

### Inégalité
Comme dans les autres camps de concentration, tous les prisonniers n'étaient pas égaux. Leur traitement dépendait largement du système de marquage nazi des prisonniers de même que de leur nationalité et de leur rang au sein du système. Les kapos, prisonniers désignés par l'administration pour surveiller leurs camarades, recevaient des rations supplémentaires et dormaient dans des pièces séparées dans la plupart des baraquements. Himmler ordonna la construction d'un bordel qui fut ouvert en 1942 et était destiné à récompenser les kapos.

### Femmes et enfants à Mauthausen-Gusen

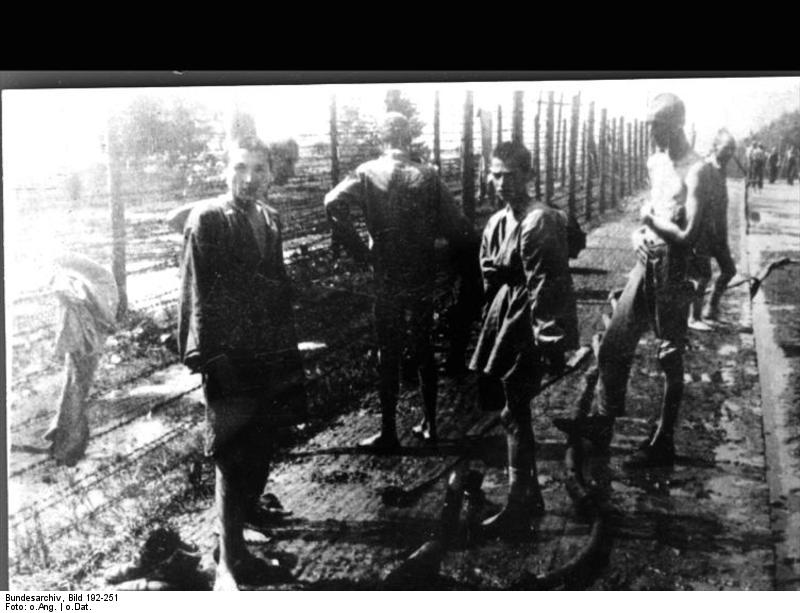
Jeunes détenus, 1943-1944

Bien que Mauthausen-Gusen ait été principalement un camp de travail pour hommes, un camp pour femmes fut ouvert à Mauthausen en septembre 1944 avec des prisonnières issues d'Auschwitz. Par la suite, la majorité provenait des camps de Ravensbrück, Bergen-Belsen, Gross-Rosen et Buchenwald. Il y eut également une soixantaine de gardiennes dans tout le complexe comme à Hirtenberg, Lenzing (le principal sous-camp pour femmes en Autriche) et Sankt Lambrecht.
Les statistiques disponibles sur les détenus de Mauthausen datant du printemps 1943 montrent qu'il y avait 2 400 prisonniers âgés de moins de 20 ans, représentant 12,8 % de l'effectif total de 18 665. À la fin mars 1945, ce nombre passa à 15 048 sur 78 547, soit 19,1 %, et reflète l'utilisation accrue d'adolescents polonais, tchèques, russes et des Balkans comme main-d'œuvre forcée avec la poursuite de la guerre. Juste avant la libération du camp, les statistiques concernant les moins de 20 ans faisaient état de 5 809 civils, 5 055 prisonniers politiques, 3 654 Juifs et 330 prisonniers de guerre soviétiques.

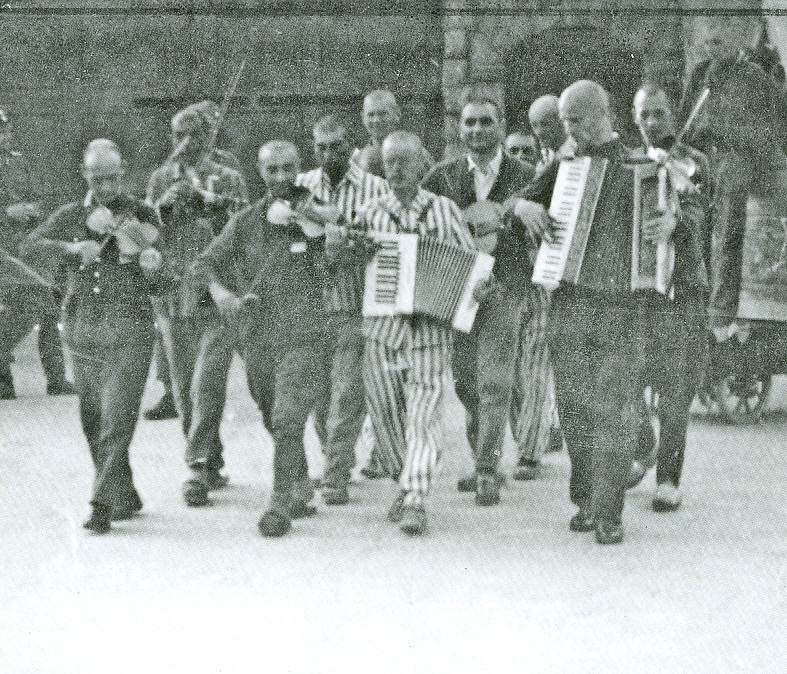
Orchestre du camp avec Wilhelm Heckmann à l'accordéon, 1942

### Orchestre
Comme d'autres camps, Mauthausen possédait un orchestre de détenus, composé de musiciens tenus par les SS de jouer régulièrement des marches militaires ainsi que de la musique populaire ou sérieuse en diverses occasions comme lors des départs des déportés au travail, au retour des kommandos le soir, lors de visites officielles, lors de l'exécution d'un détenu ou pour la distraction des gardiens et officiers. Y figurait le ténor et accordéoniste allemand Wilhelm Heckmann qui a contribué à la formation de cet orchestre de prisonniers. Selon les témoignages, un violoncelle et des guitares auraient été fabriqués dans la menuiserie du camp. Si ces instruments ont disparu, il reste aujourd'hui une contrebasse fabriquée dans le camp par plusieurs détenus affectés à la menuiserie. À l'intérieur de l'instrument figure une inscription manuscrite du détenu Emil Wirbel indiquant que l'instrument aurait été entrepris par l'Autrichien Johann Rothweil en décembre 1942. Plus plate qu'une contrebasse conventionnelle, ses bois ne sont pas ceux utilisés traditionnellement par les luthiers pour les instruments à cordes. La touche est en bois teinté et la pique en métal a été remplacée par une pique en bois.
Rapatriée avec des détenus tchèques après la guerre, la contrebasse est aujourd'hui conservée au mémorial de Terezín.

### Traitement des prisonniers

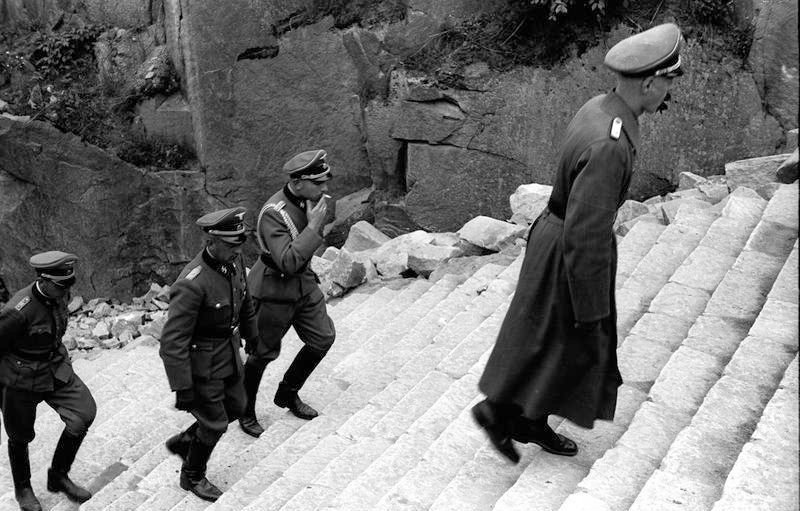
Visite d'Heinrich Himmler en avril 1941.

Bien qu'il ne fût pas le seul camp de concentration allemand destiné à l'extermination par le travail (Vernichtung durch Arbeit), Mauthausen-Gusen était l'un des plus sévères et des plus violents. Les conditions de travail étaient jugées particulièrement dures même selon les standards des camps de concentration,,. Les prisonniers ne souffraient pas seulement de malnutrition, de surpeuplement des baraquements et de violences permanentes de la part des gardes et des kapos, mais devaient aussi effectuer des travaux très durs. Le travail dans les carrières était « réservé » aux prisonniers coupables de prétendus « crimes » dans le camp comme ne pas avoir salué un Allemand.

Le travail dans les carrières, dans une chaleur étouffante ou par des températures de −30 °C, entraînait des taux de mortalité particulièrement élevés,. Les rations alimentaires étaient limitées et durant la période 1940-1942, le poids moyen des prisonniers était de 40 kg. Les rations alimentaires journalières estimées à 1 750 kilocalories durant la période 1940-1942 passèrent à environ 1 300 sur la période 1942-1944. En 1945, les rations étaient encore inférieures et n'excédaient pas 600 à 1 000 kilocalories par jour, moins du tiers de l'énergie nécessaire à un travailleur standard de l'industrie lourde. Des milliers de détenus moururent de faim.

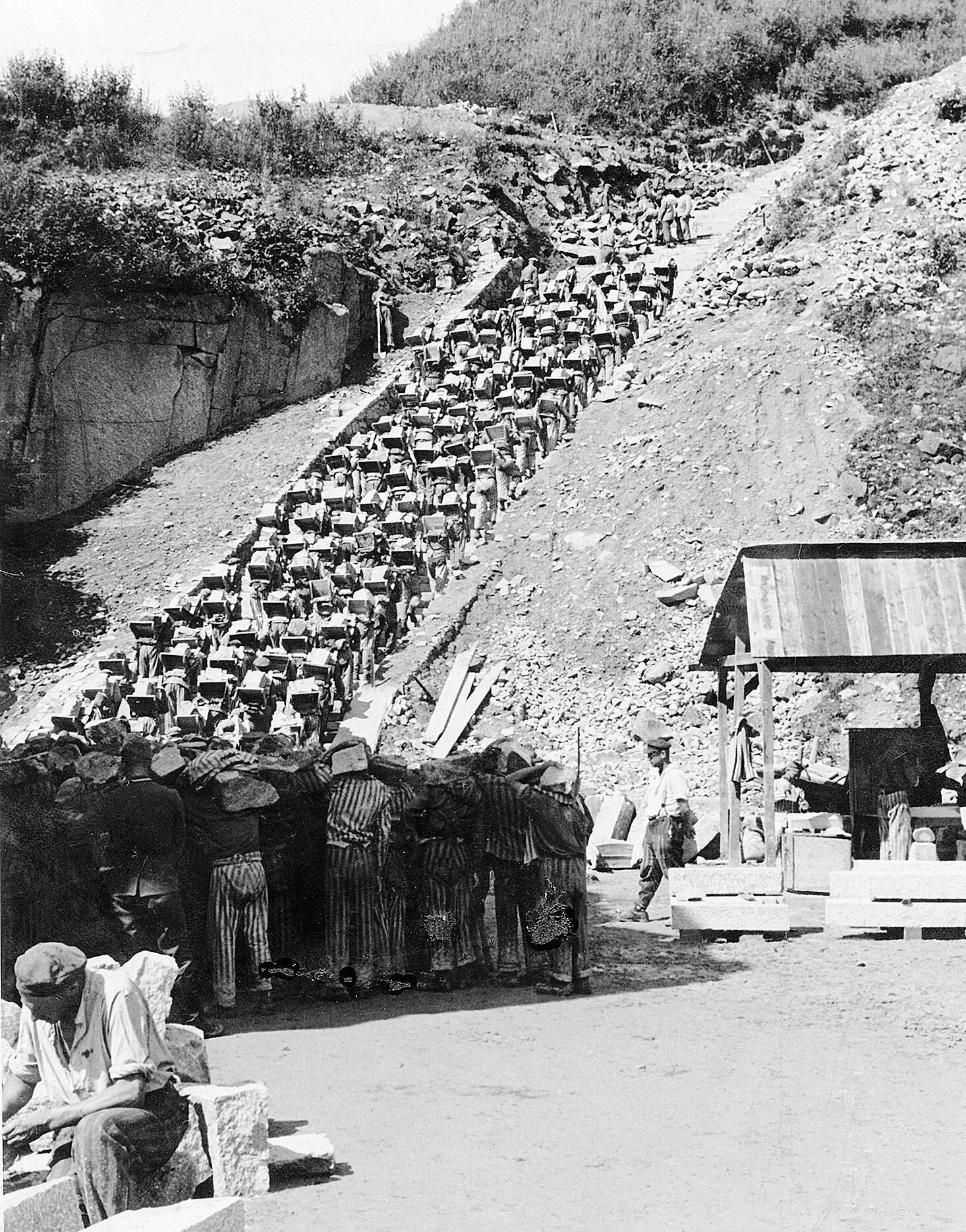
L'« escalier de la mort ». Les prisonniers devaient porter de lourds blocs de granite sur les 186 marches jusqu'au sommet de la carrière.

Les détenus des camps de Mauthausen, Gusen I et II avaient accès à un sous-camp séparé pour les malades appelé Krankenlager. Malgré la présence d'environ 100 médecins eux-mêmes prisonniers, ces derniers n'avaient accès à aucun médicament et ne pouvaient effectuer que les actes de premiers secours,. Par conséquent, le « camp hospitalier » comme l'appelaient les autorités allemandes, était en fait un mouroir dont peu de prisonniers ressortaient vivants.

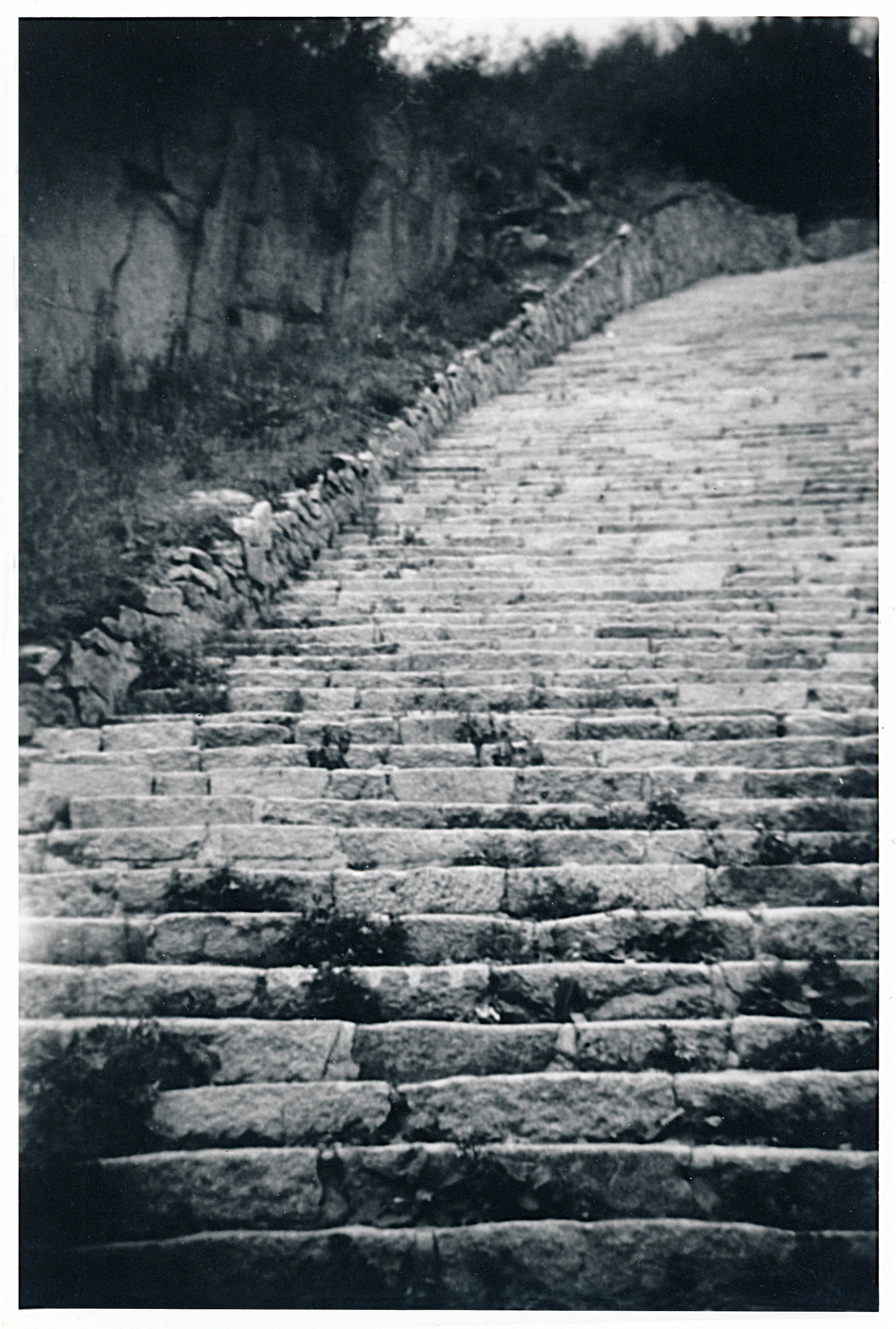
Les marches de L'« escalier de la mort ».

La carrière de granite de Mauthausen se trouvait à la base du terrible « escalier de la mort ». Les prisonniers devaient porter des blocs de pierre grossièrement taillés atteignant souvent 50 kg au sommet des 186 marches de l'escalier. De nombreux prisonniers épuisés s'effondraient et entraînaient la chute de ceux se trouvant derrière eux. Les gardes SS ordonnaient parfois aux prisonniers de se mettre en rang le long d'une falaise appelée « mur des parachutistes » (allemand : Fallschirmspringerwand). Sous la menace d'une arme, chaque prisonnier avait le choix entre être abattu et pousser le prisonnier devant lui. Une telle brutalité n'était pas isolée et les prisonniers furent victimes de nombreuses autres méthodes :
- battus à mort par les SS et les kapos ;
- hypothermie :
  - quelque 3 000 prisonniers moururent après avoir été forcés de prendre une douche froide et de rester nus à l'extérieur par un temps glacial[48] ;
    - en février 1945, 400 malades venus du camp de Sachsenhausen sont laissés nus par -10 °C et aspergés d’eau froide puis les SS massacrent au gourdin ou à la hache les survivants[49].
- fusillés 
  - notamment selon la méthode de la toise contre laquelle se pose le prisonnier croyant être mesuré, qui est abattu d'une balle dans la nuque par un fusil dont le canon est enfoncé dans un orifice caché dans le mur[49].
- expériences médicales :
  - Aribert Heim, surnommé « docteur la Mort » par les prisonniers, resta sept semaines à Mauthausen, ce qui lui suffit pour mener ses « expérimentations »[50].
  - Karl Gross, autre médecin nazi, infecta des centaines de prisonniers avec le choléra et le typhus pour tester ses vaccins. Entre février 1942 et avril 1944, plus de 1 500 prisonniers moururent des suites de ces expériences[51].
- pendaison ;
- inanition ;
- déshydratation ;
- injections de phénol[48] ;
- noyade dans des tonneaux remplis d'eau (Gusen II)[52] ;
- projection contre les clôtures électrifiées[53] ;
- sortie forcée du camp afin de les abattre en prétendant qu'ils s'échappaient[54].

Après la guerre, l'un des survivants, Antoni Gościński rapporta 62 méthodes d'exécution des prisonniers. Hans Maršálek estima que l'espérance de vie des prisonniers arrivant à Gusen passa de six mois entre 1940 et 1942 à moins de trois au début de 1945.
Paradoxalement, avec la croissance du travail forcé dans les différents sous-camps, la situation de certains prisonniers s'améliora significativement : les rations de nourriture diminuaient, mais l'industrie lourde nécessitant des ouvriers qualifiés, certains (principalement polonais et français) furent autorisés à recevoir des colis alimentaires de la part de leurs familles.

### Évasion de 1945
L'évasion de prisonniers de guerre soviétiques en février 1945 constitue un événement unique dans l'histoire du camp ; elle donna lieu à une chasse à l'homme où tous les fugitifs devaient être exécutés, appelée plus tard par les SS Mühlviertler Hasenjagd, « chasse aux lièvres du Mühlviertel », fidèlement reconstituée dans le film d’Andreas Gruber Hasenjagd – Vor lauter Feigheit gibt es kein Erbarmen (La chasse aux lièvres - pas de pitié par lâcheté). Avec 123 000 spectateurs en Autriche, il fut le plus grand succès du cinéma autrichien en 1994.

### Témoignages
Cette section contient des extraits de quelques témoignages de rescapés du camp de Mauthausen.
- Pierre Laidet, matricule 62 636[57]

L'arrivée des déportés se fait par la porte d'entrée et aussitôt, si c'est un petit groupe, ils viennent directement sur cette place; si c'est un grand convoi, ils passent entre la baraques et les cuisines pour venir se mettre en rang par cinq dans cette cour, au garde à vous.
Sur cette place, nous allons apprendre le premier supplice de cet univers concentrationnaire : l'attente. Nous attendrons pour aller à l'appel, nous attendrons à l'appel, nous attendrons pour aller au travail, nous attendrons pour aller à la nourriture, nous attendrons pour aller dormir. L'attente ... mettez-vous ça dans la tête, la première maladie du déporté a été l'attente...
Pendant ce temps-là, qu'est-ce que nous faisons ? Tranquilles, au garde à vous, les SS derrière nous, nous essayons de découvrir les lieux, de comprendre où nous sommes arrivés ; nous découvrons ces murs de granit, surmontés de cinq rangs de barbelés électrifiés, nous découvrons ces miradors qui sont gigantesques avec des grosses mitrailleuses dans chacun, nous sommes sous haute surveillance.

Pendant cette attente, nous recevons des coups: ce sont les SS qui donnent des coups de crosse, nous n'avons rien fait. Pourquoi nous cognent-ils ? Nous finissons par comprendre que ces coups, c'est pour nous montrer qu'ils ont l'autorité suprême, que nous leur devons l'obéissance absolue, que nous devons tout accepter, que nous ne sommes plus nous-mêmes, nous sommes leur Stück (Stück se traduit en français par: morceau), on ne compte pas les hommes, on compte ein Stück.

### Nombre de morts

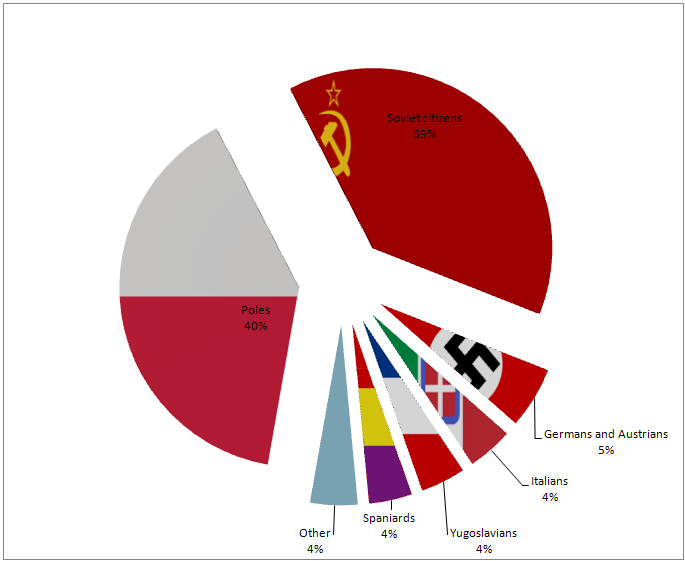
Pourcentage approximatif des victimes par nationalité

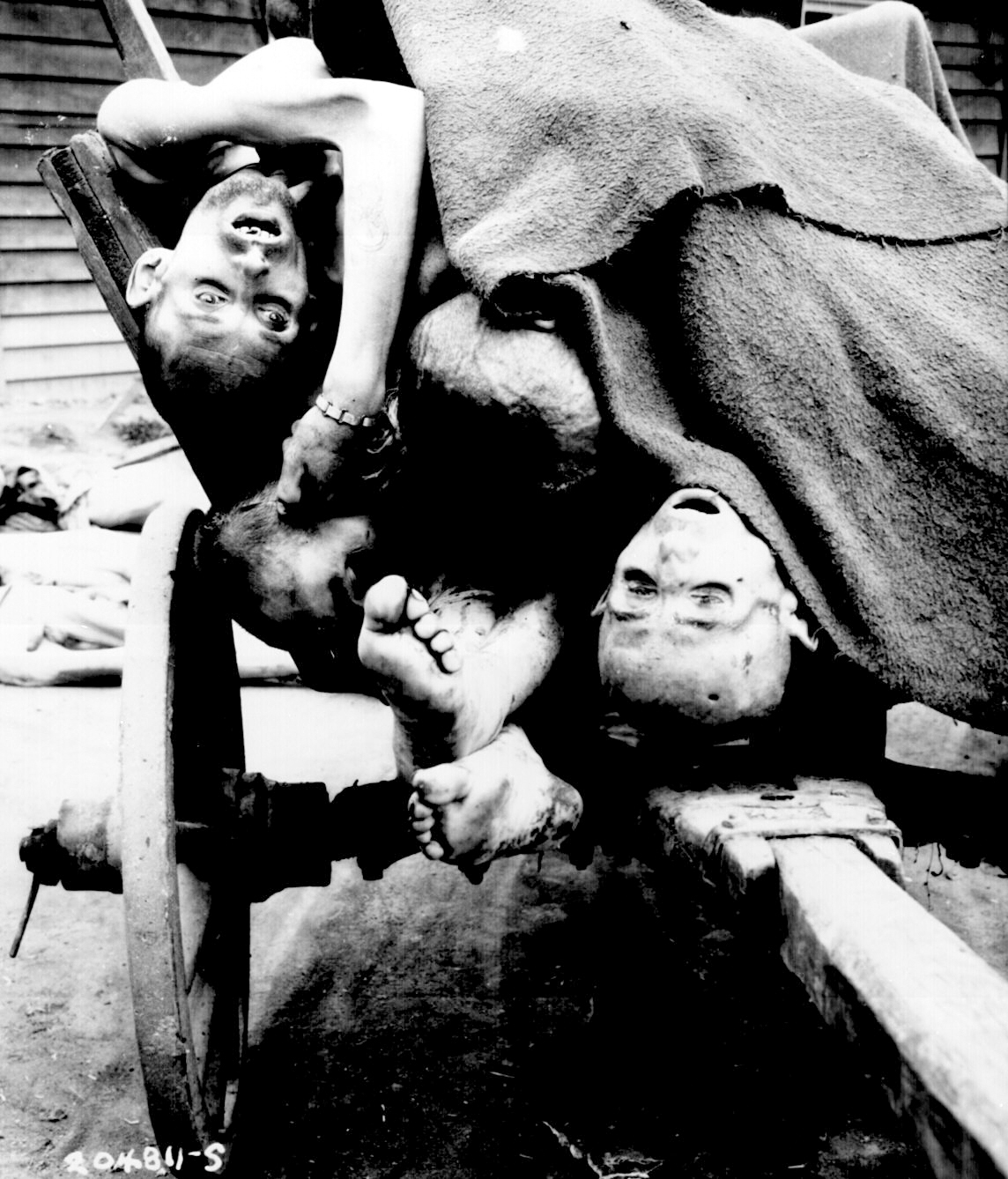
Des victimes du travail forcé dans les carrières environnantes du camp de Gusen à Mulhausen, photographiées en 1945

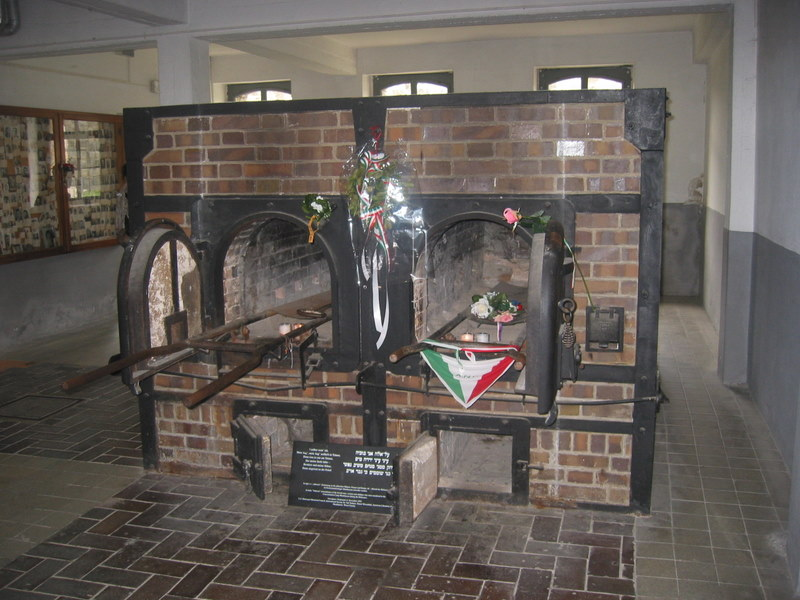
Crematorium de Mauthausen

Comme les Allemands ont détruit une grande partie des documents administratifs et donnaient souvent aux nouveaux prisonniers qui venaient d'arriver les matricules des morts, le nombre exact des morts à Mauthausen est impossible à calculer. Pour compliquer le problème, certains prisonniers de Gusen furent exécutés à Mauthausen et au moins 3 423 furent tués au château de Hartheim à 41 km du camp. De même, des milliers furent tués dans des chambres à gaz mobiles. Avant la libération des camps le 4 mai 1945, les SS détruisirent les preuves et seules 40 000 victimes ont pu être identifiées. Dans les jours qui suivirent la libération, le bâtiment administratif principal du camp fut occupé par des prisonniers résistants qui empêchèrent les autres prisonniers de l'incendier. Après la guerre, ce bâtiment fut acheté par l'un des survivants qui le transmit au musée national Auschwitz-Birkenau à Oświęcim,. Certains dossiers du camp de Gusen I furent pris par des prisonniers polonais qui les emmenèrent en Australie après la guerre. En 1969, les documents furent donnés au service international de recherches de la Croix-Rouge
Les archives survivantes du camp contiennent les dossiers personnels de 37 411 prisonniers exécutés dont :
- 22 092 Polonais,
- 5 024 Espagnols,
- 2 843 prisonniers de guerre soviétiques et
- 7 452 de 24 nationalités différentes[63].

Le registre des morts du KZ Gusen contient également une liste additionnelle de 30 536 noms.
En plus des dossiers restants des sous-camps de Mauthausen, d'autres importants documents furent utilisés pour donner une estimation du nombre de victimes :

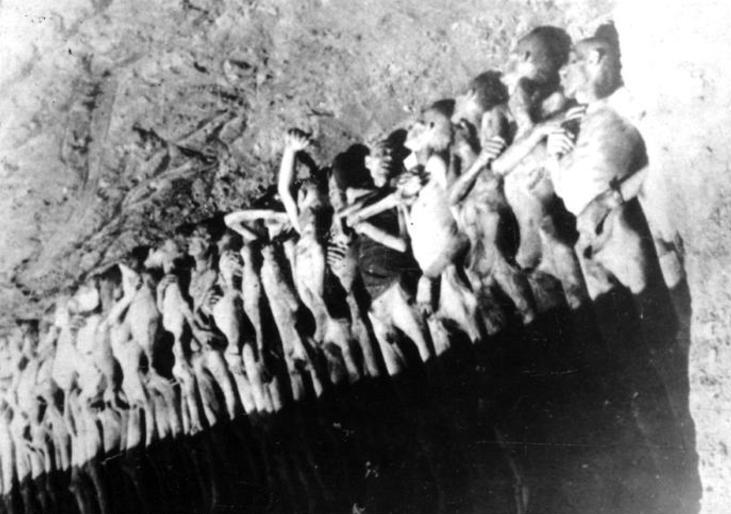
Charnier ouvert, 1939-1944

1. Un rapport de Józef Żmij, un prisonnier qui a travaillé dans l'administration du camp de Gusen I. Son rapport est basé sur des copies des rapports annuels réalisés entre 1940 et 1944 et sur les rapports journaliers rédigés par le commandant du camp entre le 1er janvier 1945 et la libération.
2. Notes personnelles de Stanisław Nogaj, un autre prisonnier ayant travaillé à l'administration de Gusen.
3. Registre des morts rédigé par le médecin chef SS du camp de Mauthausen pour les sous-camps de Gusen (des documents similaires pour les sous-camps de Mauthausen furent détruits).

Du fait de ces sources parcellaires, le nombre de morts dans le complexe concentrationnaire de Mauthausen-Gusen varie considérablement de 122 766 et 320 000. Le nombre de 200 000 est également fréquemment donné,. Les historiens avancent le nombre de 55 000 à 60 000 morts pour les quatre camps principaux de Mauthausen et Gusen I, II et III. De plus, 1 042 prisonniers moururent dans les hôpitaux de campagne américains après la libération des camps.
Sur environ 320 000 prisonniers qui furent internés dans le complexe de Mauthausen tout au long de la guerre, seuls 80 000 survécurent.

## Libération et héritage

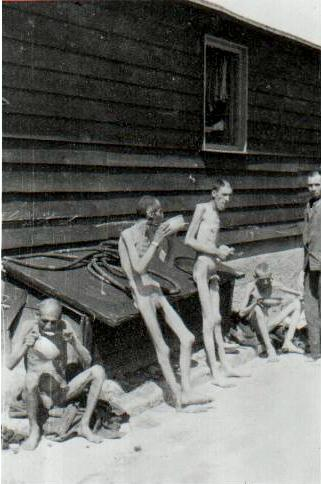
Survivants cadavériques de Gusen peu après la libération du camp.

Durant les derniers mois de la guerre, le commandant du camp Franz Ziereis se prépara à une possible offensive soviétique. Les prisonniers durent construire des obstacles anti-chars en granite à l'est de Mauthausen. Le camp accueillit également des prisonniers issus d'autres camps dont les sous-camps de Mauthausen situés en Autriche orientale. Le manque de nourriture déjà flagrant devint dramatique vers la fin de la guerre avec l'arrêt de la distribution des colis alimentaires par la Croix-Rouge. Les prisonniers transférés à l'« hôpital » ne recevaient qu'un pain pour vingt personnes et environ un demi-litre de soupe d'herbe par jour. On ne sait pas pourquoi les prisonniers de Gusen I et II ne furent pas tous exterminés conformément aux ordres de Himmler ; le plan de Ziereis prévoyait d'emmener tous les prisonniers dans les tunnels des usines souterraines de Kellerbau et de détruire les entrées.
Le 28 avril 1945, sous le prétexte d'une alerte aérienne, quelque 22 000 prisonniers de Gusen furent emmenés dans les tunnels. Cependant, après quelques heures, tous ressortirent. Selon Stanisław Dobosiewicz (en), auteur de plusieurs ouvrages sur l'histoire du camp, l'échec du plan allemand aurait pu être causé par la destruction des câbles de détonation par les prisonniers. Même si ce plan fut abandonné, les prisonniers craignaient que les SS veuillent éliminer les détenus par d'autres moyens. Par conséquent, les prisonniers préparèrent un plan visant à attaquer les baraquements des gardes SS pour s'emparer des armes s'y trouvant.

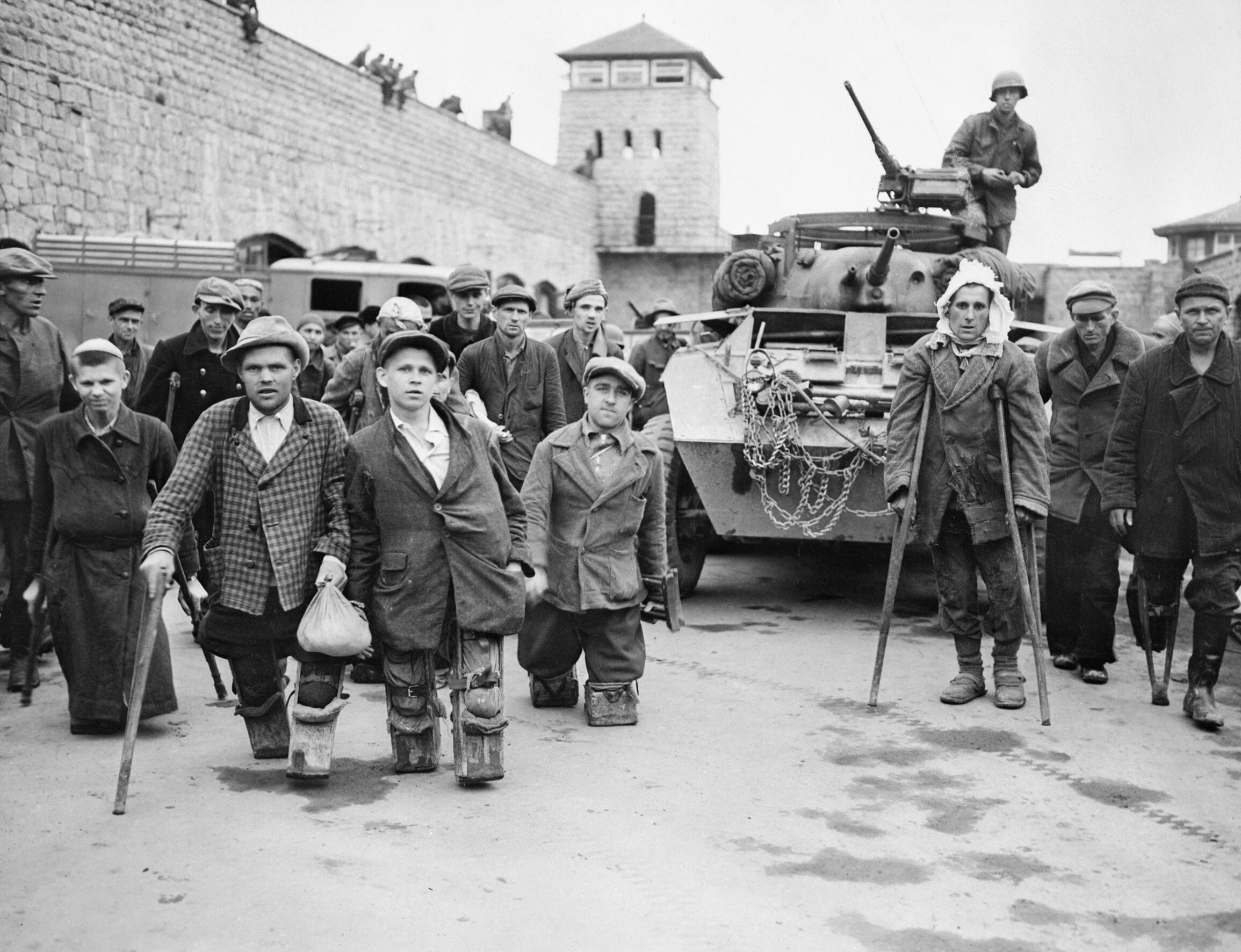
À Mauthausen, prisonniers russes et polonais infirmes après des expérimentations médicales au camp, devant un véhicule blindé de la 11e division blindée de la 3e armée américaine qui a libéré le camp.

Le 3 mai 1945, les SS et les autres gardes commencèrent à se préparer pour l'évacuation du camp. Le jour suivant, les gardes de Mauthausen furent remplacés par des soldats du Volkssturm sans armes et par des unités improvisées formées d'anciens agents de police évacués de Vienne. L'officier de police responsable de l'unité accepta l'autorité de Martin Gerken, jusqu'alors le plus haut gradé parmi les kapos, comme de facto le nouveau commandant du camp. Le travail cessa dans tous les sous-camps de Mauthausen et les prisonniers se préparaient à leur libération ou à la défense des camps contre un possible assaut des unités SS positionnées dans la zone. Il y eut effectivement des attaques, mais elles furent repoussées par les prisonniers. Gusen III fut le seul camp principal à avoir été évacué. Le 1er mai, les prisonniers entamèrent une marche de la mort vers Sankt Georgen mais reçurent l'ordre de retourner au camp quelques heures plus tard. L'opération fut répétée le lendemain, mais elle fut à nouveau annulée. Le 3 mai, les gardes SS abandonnèrent le camp et laissèrent les prisonniers livrés à leur sort.

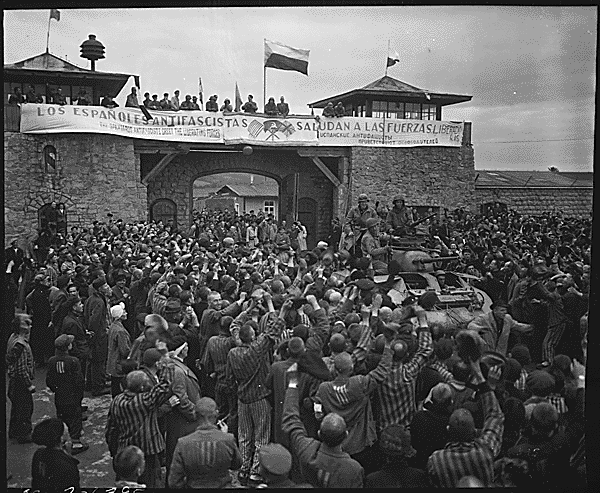
La libération du camp de Mauthausen par la 11e division blindée de la 3e armée des États-Unis.

Le 5 mai 1945, le camp de Mauthausen fut libéré par la 11e division blindée de la 3e armée américaine. À ce moment, la plupart des gardes SS avaient quitté le camp de Mauthausen, mais 30 qui étaient restés furent tués par les prisonniers ; un nombre similaire fut tué à Gusen II. Le sous-camp du col de Loïbl fut le dernier à être libéré le 6 mai.

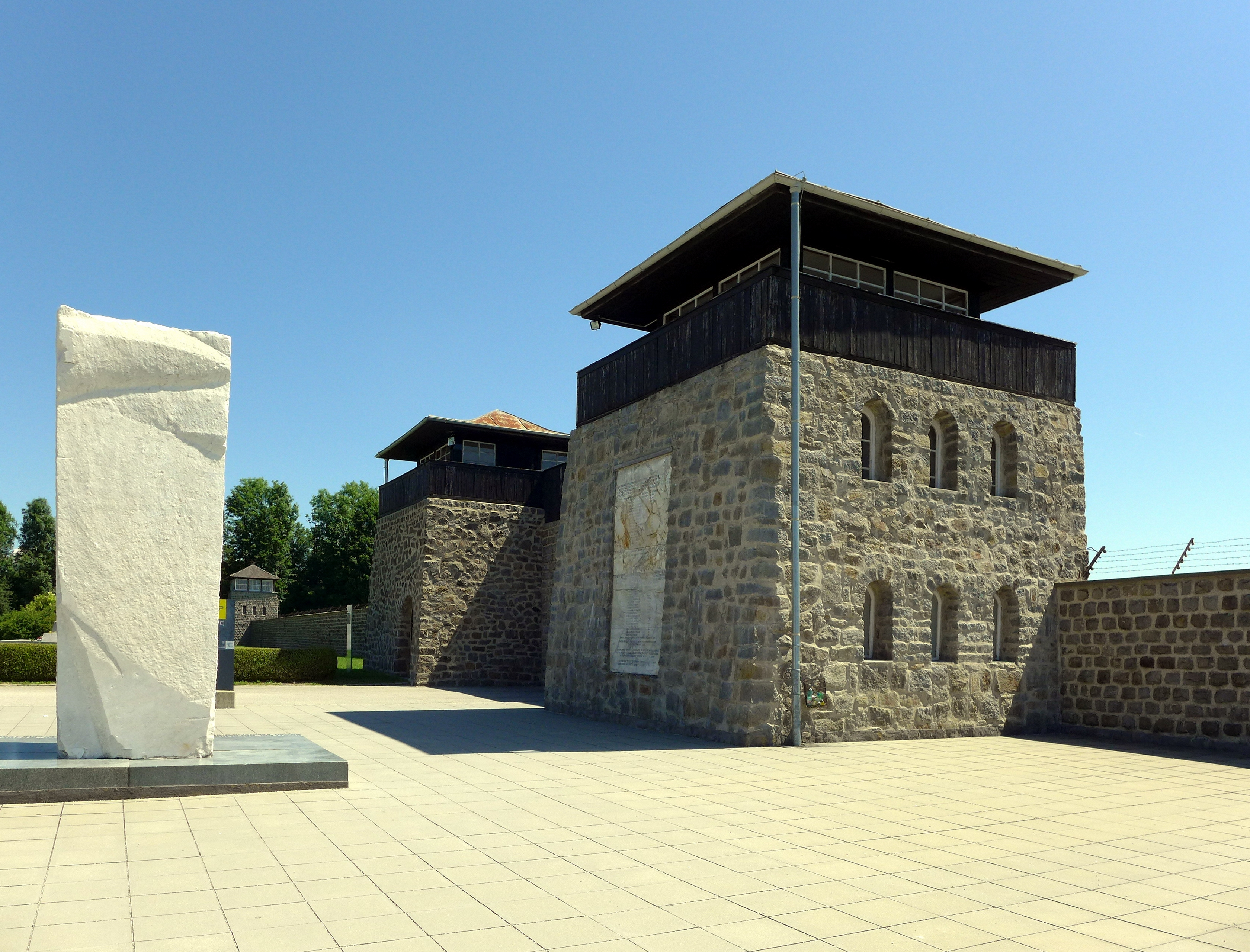
Mémorial au général Karbychev dans le camp.

Parmi les survivants du camp figurait le lieutenant Jack Taylor, officier de l'Office of Strategic Services dont le témoignage fut déterminant lors du procès du camp de Mauthausen-Gusen au tribunal militaire de Dachau. Simon Wiesenthal faisait également partie des survivants du camp tout comme Tibor Rubin (en), un Juif hongrois, qui rejoignit l'armée américaine et s'illustra lors de la guerre de Corée.
Après la capitulation de l'Allemagne, le complexe de Mauthausen-Gusen fut intégré au sein de la zone d'occupation soviétique de l'Autriche. Initialement, les autorités soviétiques utilisèrent certaines infrastructures des camps de Mauthausen et de Gusen I comme casernements pour l'Armée rouge. Les industries souterraines furent démantelées et envoyées en Union Soviétique. Après cela, entre 1946 et 1947, les camps furent abandonnés et de nombreux équipements furent démantelés par l'Armée rouge et par la population locale. Les forces soviétiques détruisirent les tunnels et se retirèrent de la zone à l'été 1947 et le camp fut cédé aux autorités civiles autrichiennes.
Le site ne devint un mémorial national qu'en 1949. Le 3 mai 1975, le chancelier Bruno Kreisky inaugura le musée de Mauthausen.
À la différence de Mauthausen, la zone occupée par les camps de Gusen I, II et III a été utilisée pour la construction d'habitations après la guerre. Aujourd'hui, il n'existe plus que deux baraquements de la SS, la maison du commandement et le crématoire, à proximité duquel un lotissement pavillonnaire a été construit dans les années 1950.
En 1989, Gerhard Skiba, maire de la ville de Braunau am Inn, commanda un bloc de granite de la carrière de Mauthausen, où tant de détenus moururent d’épuisement en y travaillant ou abattus par les gardes, au comité de Mauthausen. Il le fit installer en face de la maison où Adolf Hitler est né. Sur la pierre figure cette inscription : « Für Frieden Freiheit und Demokratie nie wieder Faschismus millionen Tote mahnen » (Pour la paix, la liberté et la démocratie. Plus jamais le fascisme. À la mémoire de millions de morts).
En 2018, l'Australienne d'origine yougoslave, Annabelle Ciufo, offre au musée juif de Sydney (SJM) la copie d'un album de photographies prises par l'officier responsable de la SS Erkennungdienst au camp de Mauthausen durant la Seconde guerre mondiale, sortie clandestinement du camp et transmise à la famille par un survivant serbe, son oncle Bogden Ivanovic. Certaines de ces photographies ont servi lors du procès de Nuremberg en 1946,,.
Parmi les survivants se trouvait Francisco Boix, un photographe espagnol interné à Mauthausen. Boix est reconnu pour son œuvre remarquable de documentation visuelle des atrocités nazies commises au camp. Ses photographies, prises clandestinement pendant sa détention, sont des témoignages poignants de la brutalité et de l'inhumanité qui régnaient dans le camp. Ces images ont non seulement été cruciales pour la documentation des crimes nazis, mais elles ont également servi de preuves lors des procès de Nuremberg.
L'héritage de Boix se perpétue à travers divers médias : le film "The Photographer of Mauthausen" (2018) retrace sa vie et son travail de documentation au camp, tandis que le roman "Le Photographe de Mauthausen", publiée en 2017, écrite par Salva Rubio et dessinée par Pedro J. Colombo s'inspirent de son courage et de son combat pour la vérité.

## Anciens déportés

### Auteurs de témoignages
Parmi les anciens déportés à Mauthausen ou ses annexes à en avoir publié des témoignages, se trouvent :
- Bernard Aldebert, Chemin de croix en 50 stations, de Compiègne à Gusen, 1946, rare témoignage iconographique ;
- Joaquim Amat-Piniella, K. L. Reich, 1963 ;
- Louis Balsan, "Le Ver Luisant", Gaignault-éditeur, 1973 ;
- Jacques Bergier, Souvenirs de Mauthausen dans Les Mains du miracle, de J. Kessel, 1963 ;
- Marcelino Bilbao Bilbao, Bilbao en Mauthausen, 2020 ;
- Marie Cadras, Les Enfants de la tourmente, 1995 ;
- Pietro Caleffi, Si fa presto a dire fame, 1954 ;
- Michel Carrouges, Le Père Jacques, 1958 ;
- Jean Cayrol, Nuit et brouillard, 1945 ;
- Raymond Chanel, Un médecin en Enfer, 1970 ;
- Mariano Constante (es), Les Années rouges, de Guernica à Mauthausen, Mercure de France, 1971 ;
- Pierre Daix, La forteresse vide, 1954 ; Tout mon temps, 2001 ;
- Gaston de Bonneval, Déportation. prières, pensées, réflexions, 1985 ;
- Michel de Boüard, Mauthausen, 1954 ;
- Andrée Dumon, Je ne vous ai pas oublié, 2018 ;
- Roger Hassan, films Mauthausen, ma douleur et Un tunnel pour le Reich d'Anice Clement et Jacques Merlaud ;
- Roger Heim, La sombre route, 1947 ;
- Helga Hošková-Weissová, Helga's Diary: A Young Girl's Account of Life in a Concentration Camp, 2013[78] ;
- Iákovos Kambanéllis, Mauthausen, 1965 à Athènes, traduction française en 2020.
- André Lacaze, Le Tunnel, 1978 ;
- Georges Loustaunau-Lacau, Chiens maudits, 1946 ;
- Luis Garcia Manzano, La Rondalla de Mauthausen, 2013 ;
- Manuel Razola, Mariano Constante (es), (Triangle bleu. Les Républicains espagnols à Mauthausen, 1969 ;
- Paul Tillard, Mauthausen, 1945 ; Le pain des temps maudits, 1962 ;
- André Ulmann, Souvenirs de voyage, 1946 et Poèmes du camp, Mauthausen, Melk, Ebensee, 1969 ;

### Voir également

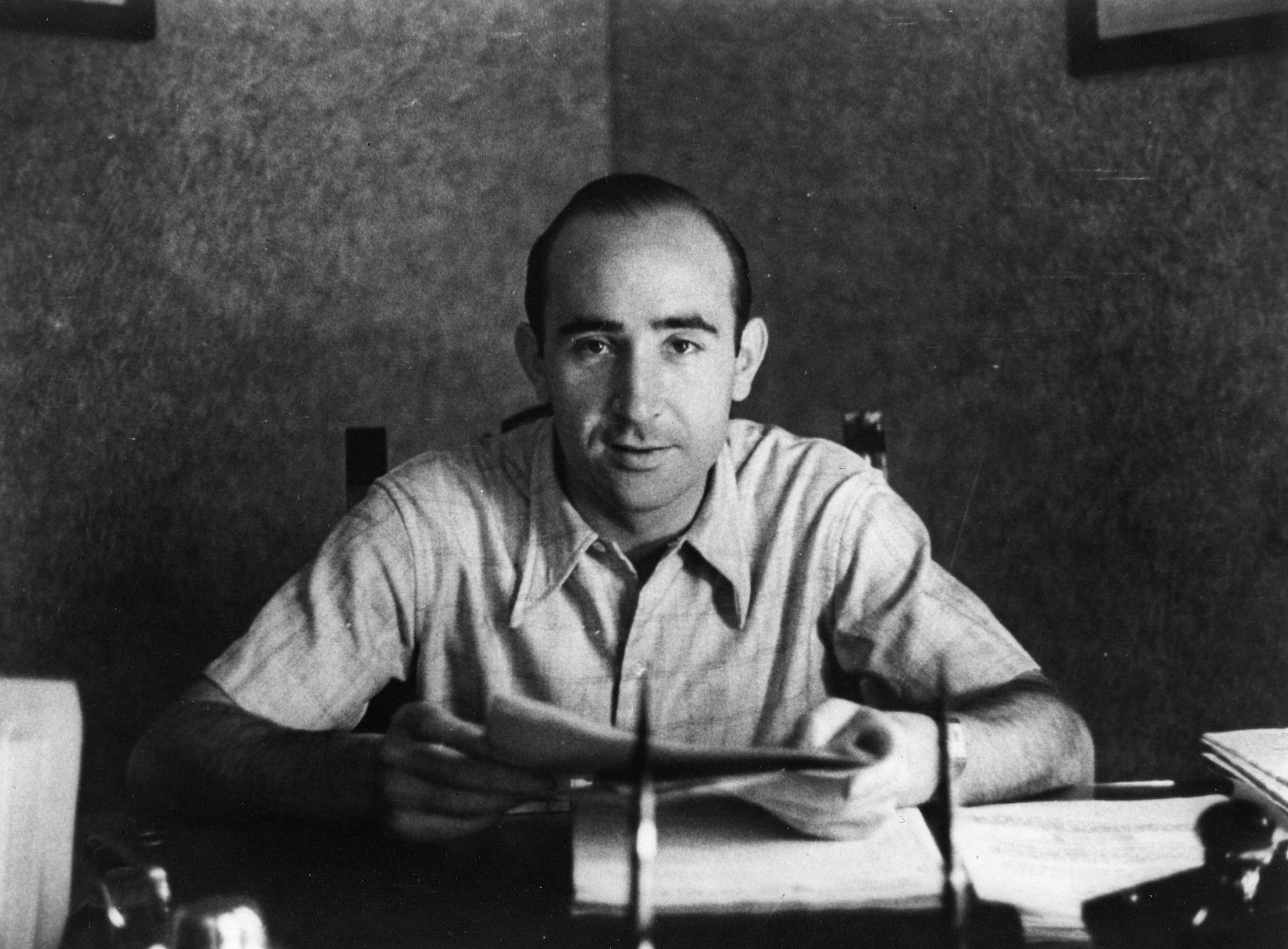
Josep Miret i Musté, assassiné au camp de Mauthausen.

- Déportés au camp de concentration de Mauthausen
- Survivants du camp de concentration de Mauthausen
- Décès à Mauthausen

## Liens connexes
- Notices dans des dictionnaires ou encyclopédies généralistes :   - Britannica
  - Encyclopédie de l'Ukraine moderne
  - Nationalencyklopedin
  - Store norske leksikon
- Notices d'autorité :   - VIAF
  - ISNI
  - LCCN
  - GND
  - Espagne
  - Pologne
  - Israël
  - NUKAT
  - Catalogne
  - Australie
  - Tchéquie
  - Brésil
  - Grèce
  - WorldCat
- (de) Deutsche Erd- und Steinwerke